# Nilobezzia badia
Nilobezzia badia är en tvåvingeart som beskrevs av Oskar Augustus Johannsen 1931.
Nilobezzia badia ingår i släktet Nilobezzia och familjen svidknott. Inga underarter finns listade i Catalogue of Life.